# Người Cuba gốc Hoa
Người Cuba gốc Hoa (tiếng Trung: 古巴華人, tiếng Trung: 古巴华人; bính âm: Gǔbā húarén Quảng Đông Việt bính: Gu2 Baa1 Waa4 jan4, Hán Việt: Cổ Ba Hoa nhân; tiếng Tây Ban Nha: chino-cubano) là những người Cuba có nguồn gốc Trung Hoa vốn sinh ra hoặc đã di cư đến nước này.

## Lịch sử
Người Hoa bắt đầu nhập cư đến Cuba vào năm 1847, khi đó những công nhân hợp đồng người Quảng Đông đã được đến làm việc tại các đồn điền trồng mía tại quốc đảo Caribe. Hàng trăm nghìn công nhân người Hoa đã được đưa từ Hồng Kông, Macau và Đài Loan trong các thập kỷ sau để thay thế hoặc cùng làm việc với những nô lệ gốc châu Phi. Sau khi hoàn thành 8 năm hợp đồng hoặc khi giành được tự do cho mình, một số người Hoa nhập cư đã quyết định định cư lâu dài tại Cuba, trong khi phần lớn đã quyết định hồi hương. Phố Tàu của La Habana (được gọi là Barrio Chino de La Habana) là một trong nhưng phố Tàu cổ nhất và lớn nhất tại Mỹ Latinh. Khoảng 5.000 người Hoa đã nhập cư đến Cuba từ Hoa Kỳ vào cuối thế kỷ 19 để thoát khỏi nạn phân biệt đối xử khi đó. Một làn sóng nhập cư nhỏ cũng diễn ra vào đầu thế kỷ 20 khi một số người đã tới Cuba để thoát khỏi tình trạng bất ổn chính trị tại Trung Quốc.
Người Hoa có khuynh hướng tập trung tại các khu vực đô thị, đặc biệt là phố Tàu La Habana. Những người định cư lâu dài ban đầu đã sử dụng số tiền họ tích lũy được trong thời gian làm việc hợp đồng để mở các tiệm tạp hóa hay nhà hàng nhỏ. Nhiều người thuộc các thế hệ sau của người Cuba gốc Hoa đã kết hôn với gốc Tây Ban Nha, lai Âu-Phi và người gốc Phi. Ngày nay hầu như tất cả người Cuba gốc Hoa đều có ít nhiều nguồn gốc Tây Ban Nha hay Phi. Nhiều người trong số họ có họ bằng tiếng Tây Ban Nha. Người Hoa ngày nay thường làm nghề kinh doanh.
Một số người Hoa đã chiến đấu trong chiến tranh Mười năm của Cuba. Người Cuba gốc Hoa, trong đó có một số người Mỹ gốc Hoa từ California, đã tham gia chiến tranh Tây Ban Nha-Mỹ vào năm 1898, nhưng một vài người Trung Quốc đã trung thành với Tây Ban Nha, họ đã dời khỏi Cuba và đến Tây Ban Nha. Sự thừa nhận về mặt chủng tộc cũng như đồng hóa diễn ra sau đó.
Khi chính phủ cách mạng do Fidel Castro đứng đầu lên nắm quyền vào năm 1959, tình hình kinh tế và chính trị thay đổi. Nhiều chủ cửa hàng tạp hóa người Hoa đã bị chính phủ mới sung công tài sản và đã dời khỏi Cuba. Hầu hết trong số đó đãc định cư tại Hoa Kỳ, đặc biệt là tại Florida, nơi họ và những đứa con sinh ra được gọi là người Mỹ gốc Hoa hoặc người Mỹ gốc Cuba gốc Hoa, trong một thời gian tương đối ít để gần đó Cộng hòa Dominica và các châu Mỹ La tinh quốc gia, và cũng để Mỹ-cai trị lãnh thổ Puerto Rico, nơi mà chúng được gọi là Puerto Rico Trung Quốc, Cuba, Puerto Rico có nguồn gốc Trung Quốc hoặc người Mỹ gốc Cuba gốc Trung Quốc. Người tị nạn Trung Quốc đến Hoa Kỳ bao gồm những người có tổ tiên đến Cuba 10 năm trước Cách mạng Cuba và những người từ Hoa Kỳ. Những người tị nạn Trung Quốc Mỹ, người có tổ tiên đến từ California, đã vui mừng được trở lại tại Hoa Kỳ. Theo kết quả của cuộc di cư này, số lượng tinh khiết của Trung Quốc giảm mạnh trong La Habana của Barrio Chino. Những nơi họ di cư đến đã có một nền văn hóa độc đáo của Trung Quốc và phổ biến một nhà hàng Trung Quốc Cuba. Do kết quả của những cuộc di cư này, số người Hoa thuần chủng tại Barrio Chino tại La Habana giảm mạng.

## Phân bố hiện tại
Những người Cuba gốc Hoa đã chiến đấu trong cuộc chiến giành độc lập của Cuba từ Tây Ban Nha. Một đài tưởng niệm bao gồm một cột bị gãy để kỷ niệm sự tham gia của Trung Quốc trong cuộc chiến giành độc lập ở các góc L và Linea tại La Habana. Barrio Chino de La Habana ngày nay là hiện nay không cong là khu phố Tàu lớn nhất ở Mỹ Latinh. Hầu hết người Cuba gốc Hoa sống ngoài Barrio Chino. Một số người Hoa đã ở lại sau khi Castro cầm quyền. Thế hệ trẻ người Hoa hiện đang làm việc trong nhiều công việc đa dạng hơn. Có rất nhiều trở thanh nhà soạn nhạc, diễn viên, nữ diễn viên, ca sĩ, và người mẫu.
Một số các nhóm cộng đồng, đặc biệt là khu phố Tàu quảng cáo (tiếng Tây Ban Nha: Grupo Promotor del Barrio Chino), vốn đang làm hồi sinh Barrio Chino nhưng đã nhạt dần văn hóa Trung Hoa. Trường Ngôn ngữ và Nghệ thuật Trung Hoa (Escuela de la Lengua y Artes China) mở cửa vào năm 1993 và phát triển kể từ đó, giúp người Cuba gốc Hoa củng cố kiến thức về tiếng Trung Quốc. Ngày nay, người Cuba gốc Hoa có xu hướng nói tiếng Quan Thoại, tiếng Quảng Đông, và một hỗn hợp của tiếng Hoa và Tây Ban Nha, bên cạnh tiếng Tây Ban Nha và tiếng Anh. Họ cũng được khuyến khích mở các doanh nghiệp nhỏ, giống như tiệm làm đẹp, các cửa hàng cơ khí, nhà hàng, và cửa hàng tạp hóa nhỏ.

## Người Cuba gốc Hoa nổi bật
- Fulgencio Batista, tổng thống độc tài, có một chút nguồn gốc Hoa
- Lâm Phi Long, một họa sĩ theo trường phái siêu thực
- Adrian Pellegrini del Riego, họa sĩ gốc Hoa và Do Thái.
- Yat-Sen Chang, vũ công Ballet
- Armando Choy Rodríguez, Tướng trong Lực lượng Vũ trang Cách mạng Cuba
- Gustavo Chui Beltrán, Tướng trong Lực lượng Vũ trang Cách mạng Cuba
- Moisés Sio Wong, Tướng trong Lực lượng Vũ trang Cách mạng Cuba
- Alfredo Abon Lee, tư lệnh các lực lượng thân chính quyền trong Trận Yaguajay